# Sphyracephala europaea
Sphyracephala europaea är en tvåvingeart som beskrevs av Papp och Földvari 1997. Sphyracephala europaea ingår i släktet Sphyracephala och familjen Diopsidae. Inga underarter finns listade i Catalogue of Life. Ny forskning visar att arten är synonym till Sphyracephala babadjanidesi.